# Moviment social contra la reforma de les pensions a França de 2023

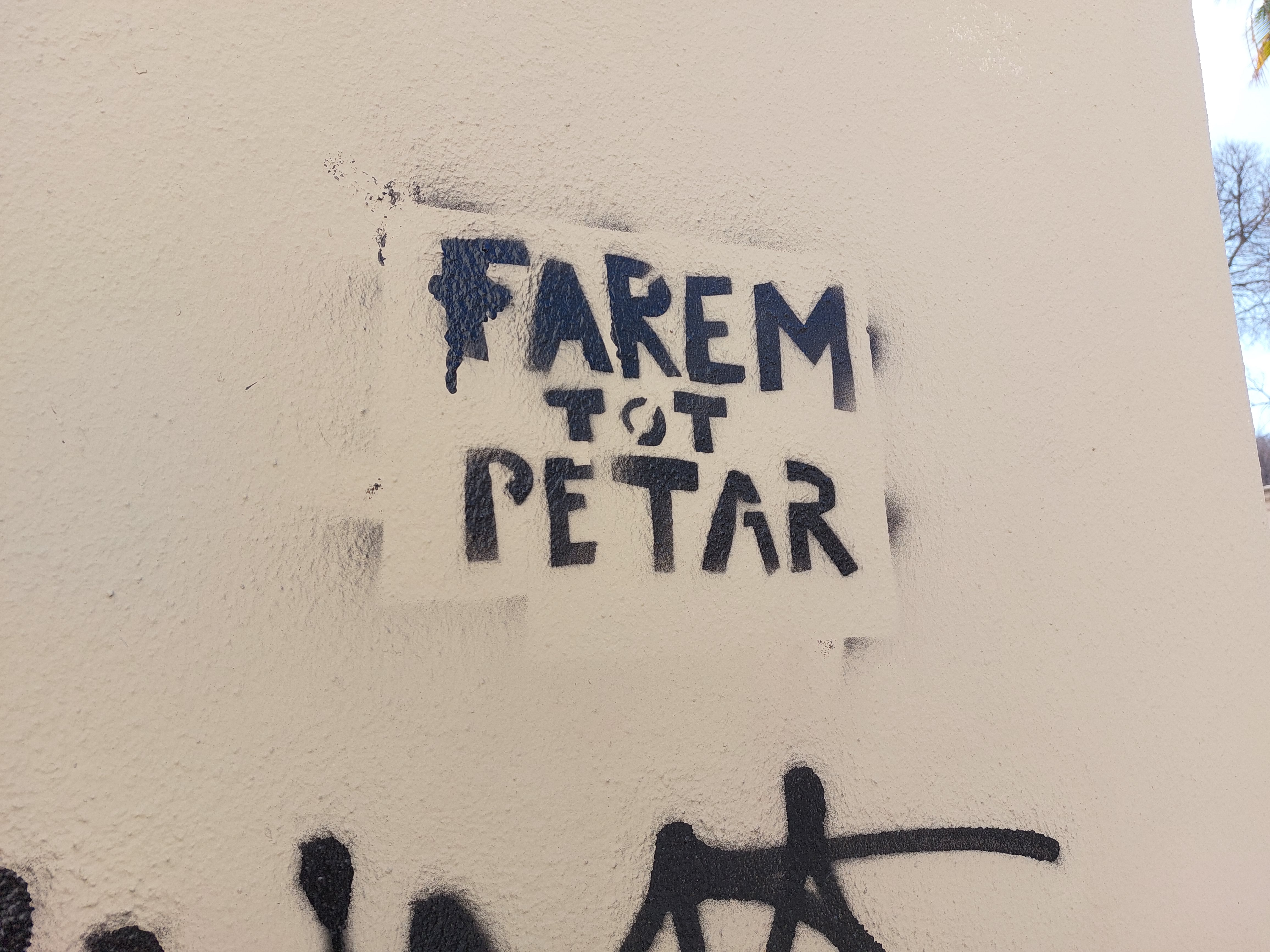
Pintada a Marsella en occità que clama «Farem rebentar tot».

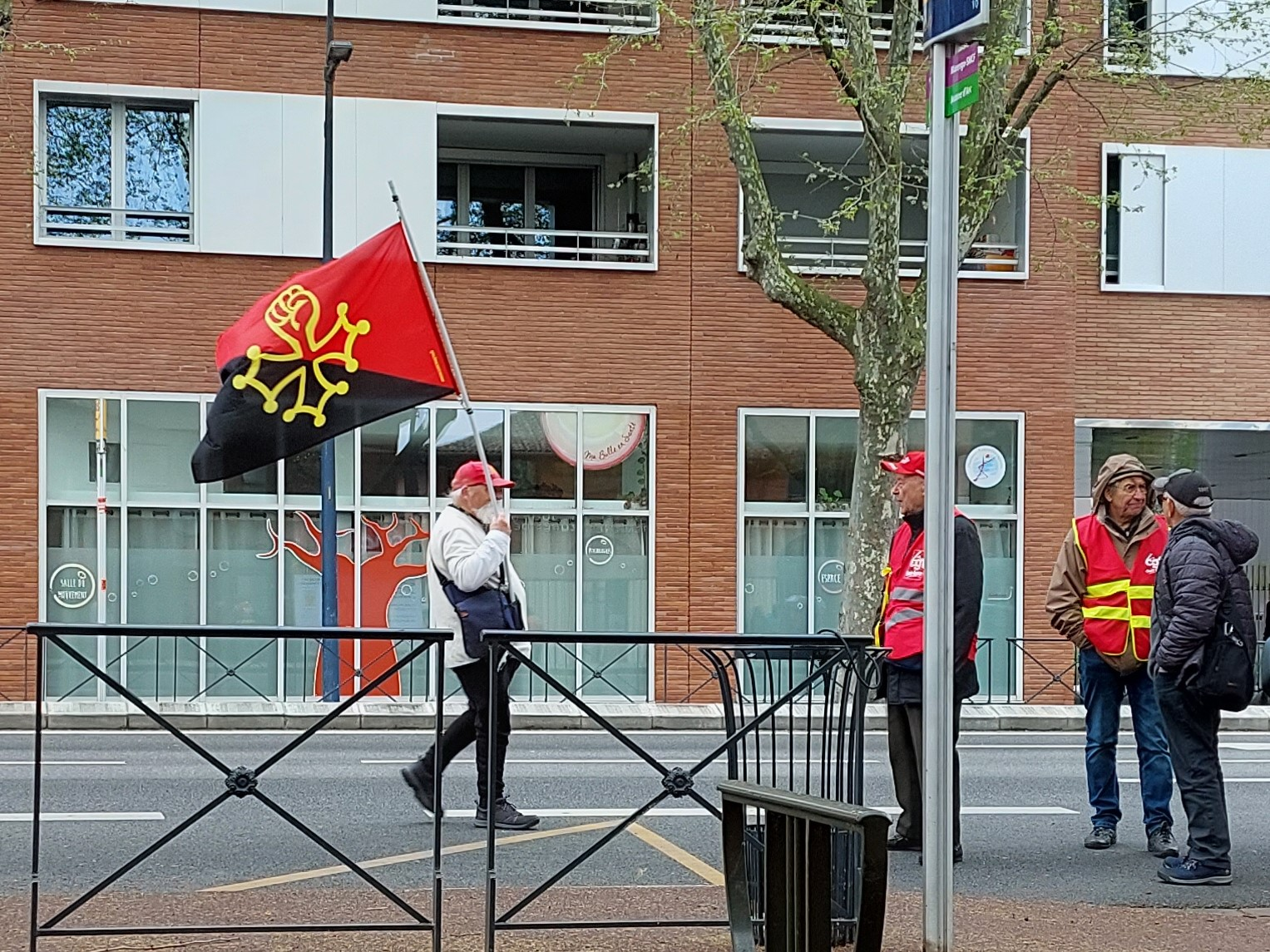
Manifestants el 13 d'abril de 2023 a Tolosa (Occitània)

El moviment social contra la reforma de les pensions a França de 2023 és una sèrie de vagues i de manifestacions organitzades a partir del 19 de gener de 2023 contra la reforma de les pensions del govern Élisabeth Borne, que preveu l'augmentació de l'edat de retirada, de 62 anys a 64.
Les jornades més importants de mobilització han estat, per ara, el 19 de gener, el 21 de gener, el 31 de gener, l'11 de març, el 15 de març i el 16 de març.